# بروتين دمج الغشاء

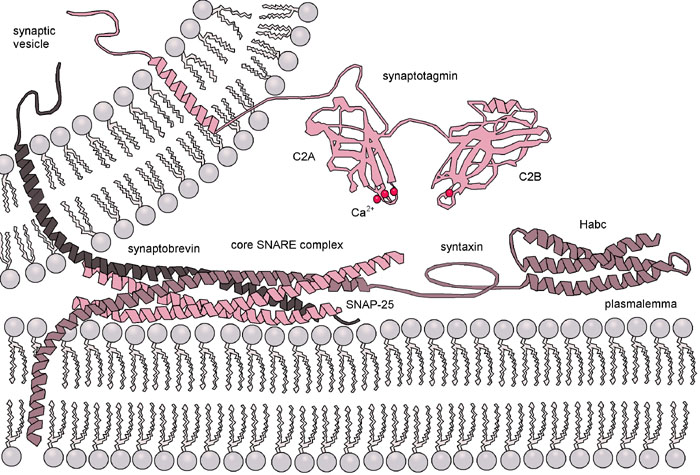
الآلية التي تقود اندماج الحويصلة عند تحرير المعدلات العصبية. لب مركب SNARE مكون من أربع لوالب ألفا ساهم بها: سينابتوبرفين وسينتاكسين وSNAP-25 وسينابتوتاغمين، ويعمل كمستشعر للكالسيوم وينظم بإحكام زمّ SNARE.

بروتين دمج الغشاء أو بروتين التحام الغشاء (بالإنجليزية: Membrane fusion protein)‏ هي بروتينات تسبب اندماج الأغشية الحيوية. اندماج الأغشية أمر أساسي في العديد من العمليات الحيوية خاصة بالنسبة لنمو حقيقيات النوى والدخول الفيروسي. يمكن أن تنشأ بروتينات الدمج من جينات تشفر لفيروسات مغلفة معدية، من فيروسات راجعة قديمة ضُمّنت في جينوم المضيف، أو من جينات متواجدة ذاتيا في جينوم المضيف. يمكن أن تؤثر تعديلات ما بعد الترجمة التي يقوم بها المضيف لبروتينات الدمج بشكل كبير على قدرتها في الدمج.

## الدمج في حقيقيات النوى
تحتوي جينومات حقيقيات النوى على العديد من عائلات الجينات -من أصل ذاتي وفيروسي- التي تشفر نواتجا لها دور في إحداث اندماج الغشاء. في حين أن الخلايا الجسدية البالغة لا تخضع عادة لاندماج الغشاء تحت الظروف العادية، تتبع الجاميتات والخلايا الجنينية مسارات نمو لا تسبب اندماج الغشاء التلقائي مثل: تشكل المشيمة، تشكل الأرومة الغاذية المخلوية والنمو العصبي. لمسارات الدمج دور كذلك في نمو الجهاز العضلي الهيكلي وأنسجة الجهاز العصبي. تعتمد عمليات دمج الحويصلة عند نقل النواقل العصبية على النشاط الإنزيمي لبروتينات الدمج.
من الأمثلة على بروتينات دمج الغشاء في حقيقيات النوى:
- عائلة SNARE: التي تعتبر مثالا على بروتينات دمج أصلية في حقيقيات النوى ولا تتواجد سوى لدى حقيقيات النوى والعتائق قريبة الصلة مثل عتائق أسغارد [الإنجليزية].[5] ومن الأمثلة عليها: بروتين فامب [الإنجليزية] (VAMP).
- بروتينات الفيروسات الراجعة: نشأت هذه البروتينات من بروتين جين env الخاص بالفيروسات الراجعة الداخلية وهي بروتينات دمج من الصنف 1 مستأنسة. ومن الأمثلة عليها بروتينات السينسيتين المسؤولة على بنُى المشيمة: سينسيتين 1 وسينسيتين 2. بروتين ERV3 لا فقد وظيفة دمج الأغشية.
- عائلة HAP2: بروتين HAP2 هو بروتين دمج فيروسي مستأنس من الصنف 2 يتواجد في مجموعة متنوعة من حقيقيات النوى مثل المقوسة الغوندية، رشاد أذن الفأر وذباب الفاكهة. هذا البروتين لازم من أجل اندماج الجاميت في هذه الكائنات.[6]

## بروتينات دمج فيروسية
تتغلب الفيرسات المغلفة بسهولة على الحاجز الثرموديناميكي لدمج غشائي بلازما عبر تخزين طاقة حركية في بروتينات الدمج. يمكن التعبير عن بروتينات الدمج بشكل مستقل في سطح الخلية المضيفة وهو ما يمكن أن يقود إلى: (1) اندماج الخلية المصابة مع الخلايا المجاورة أو (2) إدراجه في فيروس متبرعم من الخلية المصابة وهو ما يؤدي إلى التحرر الكامل لغشاء البلازما من الخلية المضيفة. تقوم بعض بروتينات الدمج بعملية الدمج بمفردها بينما تحتاج مجموعة فرعية أخرى إلى التآثر مع عوامل خلوية. توجد أربع أقسام من بروتينات الدمج صُنفت حسب بنيتها وآلية الدمج.

### الصنف 1
يماثل الصنف الأول في بنيته الراصة الدموية الخاصة بفيروس الإنفلونزا. بعد الدمج، يملك الموقع النشط مثلوثا من لفات ملتفة للوالب ألفا. نطاق الارتباط غني بلوالب ألفا ويتواجد ببتيد الدمج الكاره للماء بالقرب من النهاية الأمينية. عادة ما يمكن التحكم في هيئة الدمج بواسطة الأس الهيدروجيني.

### الصنف 2
تهيمن صحائف بيتا على بروتينات الدمج من الصنف 2 وتتواجد المواقع المحفزة في منطقة اللب. مناطق الببتيد المطلوبة من أجل إحداث الدمج مكونة من لفات بين صحائف بيتا.

### الصنف 3
بروتينات الدمج من الصنف 3 مميزة عن بروتينات الصنف 1 و2. وتتكون عادة من خمس نطاقات بنيوية يتواجد فيها النطاقان 1 و2 ناحية النهاية الكربوكسيلية وعادة ما يحتويان على صحائف بيتا أكثر، النطاقات 2-5 أقرب إلى جانب النهاية الأمينية وأغنى بلوالب ألفا. في هيئة قبل الاندماج تحتضن النطاقات الأخيرة النطاق 1 وتحميه (النطاق 1 محمي بالنطاق 2 الذي يحتضنه النطاق 3 الذي بدوره محمي بواسطة النطاق 4). يحتوي النطاق 1 على الموقع التحفيزي من أجل دمج الغشاء.

### الصنف 4
الصنف الرابع من بروتينات الدمج معروف باسم البروتينات عبر الغشائية الصغيرة المرتبطة بالدمج (FAST)، وهي أصغر أنواع بروتينات الدمج. تتواجد في الفيروسات الراجعة وهي فيروسات غير مغلفة ومختصة بدمج خلية-خلية بدل فيروس-خلية وتشكل ملتحمات خلوية. وهي النوع الوحيد من بروتينات دمج الغشاء التي وُجدت في الفيروسات غير المغلفة.

### أمثلة
| بروتين الدمج                                 | الاختصار  | الصنف | عائلة الفيروس                    | أمثلة فيروسية                                | مراجع         |
| -------------------------------------------- | --------- | ----- | -------------------------------- | -------------------------------------------- | ------------- |
| شوكة فيروس كورونا                            | S         | 1     | فيروسات تاجية                    | سارس-كوف، سارس-كوف-2                         | [ 12 ] [ 13 ] |
| البروتين السكري لفيروس إيبولا                | GP        | 1     | فيروسات خيطية                    | فيروس إيبولا السودان، الزائير، فيروس ماربورغ | [ 7 ] [ 14 ]  |
| البروتين السكري gp41                         | Gp41      | 1     | فيروس راجع                       | فيروس العوز المناعي البشري                   | [ 7 ] [ 14 ]  |
| راصة دموية (إنفلونزا)                        | H ،HA ،HN | 1     | فيروس الإنفلونزا، فيروسات مخاطية | فيروس الإنفلونزا، فيروس النكاف، فيروس الحصبة | [ 7 ] [ 14 ]  |
| بروتين غلاف فيروس ألفا E1                    | E1        | 2     | فيروسات طخائية                   | فيروس غابة سيمليكي                           | [ 7 ] [ 14 ]  |
| بروتين غشاء فيروس المصفر                     | E         | 2     | فيروسات مصفرة                    | فيروس الضنك، فيروس غرب النيل                 | [ 7 ] [ 14 ]  |
| البروتين السكري B لفيروس الهربس              | gB        | 3     | فيروسات هربسية                   | فيروس الهربس البسيط                          | [ 7 ] [ 15 ]  |
| بروتين G لفيروس التهاب الفم الحويصلي (VSV G) | G         | 3     | فيروسات ربدية                    | فيروس داء الكلب، فيروس التهاب الفم الحويصلي  | [ 7 ] [ 15 ]  |
| البروتين عبر الغشائي الصغير المرتبط بالدمج   | FAST      | 4     | فيروسات تنفسية معوية يتيمة       | فيروس ريو المستقيم الطيري [الإنجليزية]       | [ 7 ] [ 11 ]  |